# 戈埃勒
戈埃勒（法語：Gohelle，法語發音：[ɡɔɛl]）是法国加来海峡省的一个传统地区，隶属于阿图瓦，主要城市为朗斯。戈埃勒主要由低海拔的广阔平原组成，如今主要由朗斯-列万城市圈公共社区（Communauté d'agglomération de Lens-Liévin）、埃南-卡尔万城市圈公共社区（Communauté d'agglomération Hénin-Carvin）和穿插其中的乡村区所占。

## 历史
在高卢罗马时代，戈埃勒是阿特雷巴特的一个分支，其主要城市为伯夫里、朗斯及艾克斯-努莱特。 

## 地名
根据假设，该名称可能来自古德语，意为“贫瘠的”。 
有多个市镇的名称中带有“戈埃勒”（以“en-Gohelle”的形式，意为“在戈埃勒地区”）： 
- 阿尔勒昂戈埃勒（Arleux-en-Gohelle）
- 弗雷努瓦昂戈埃勒（Fresnoy-en-Gohelle）
- 日旺希昂戈埃勒（Givenchy-en-Gohelle）
- 洛斯昂戈埃勒（Loos-en-Gohelle）
- 蒙蒂尼昂戈埃勒（Montigny-en-Gohelle）
- 桑昂戈埃勒（Sains-en-Gohelle）

其他市镇的旧名中也带有“戈埃勒”： 
- 艾克斯昂戈埃勒（Aix-en-Gohelle）
- 布维尼昂戈埃勒（Bouvignies-en-Gohelle）
- 比利昂戈埃勒（Bully-en-Gohelle）
- 古伊昂戈埃勒（Gouy-en-Gohelle）
- 梅里库尔昂戈埃勒（Méricourt-en-Gohelle）
- 讷昂戈埃勒（Nœux-en-Gohelle）